# ليزا إف. جاكسون
ليزا إف. جاكسون (بالإنجليزية: Lisa F. Jackson) هي سينيمائية أمريكية، ولدت في 1950.